# Афанасієв Олександр Вікторович
Олекса́ндр Ві́кторович Афана́сієв (нар. 28 вересня 1984 — 5 січня 2023) — солдат Збройних сил України, учасник російсько-української війни.

## Життєвий шлях
Народився у Житомирі, закінчив ЗОШ №28, навчався в ПТУ №5 в 1999—2001 рр. на професії “Паркетник, столяр”, працював будівельником .
Добровільно став на захист України із початком повномасштабної російської агресії .
Загинув 5 січня 2023 року, виконуючи бойове завдання, на Сході України.
11 січня 2023 р. похований в Житомирі, на Смолянському військовому цвинтарі .

## Нагороди
Указом Президента України №272/2023 від 11 травня 2023 року, нагороджений орденом “За мужність” ІІІ ступеня посмертно.